# Hoya cinnamomifolia
Hoya cinnamomifolia is een klimplant uit de maagdenpalmfamilie (Apocynaceae).
De plant is afkomstig van het Indonesische eiland Java. Hij behoort tot de grotere soorten binnen de familie. Kenmerkend is dat er een bladpaar per bladknoop wordt gevormd. De bladeren zijn tot 15 centimeter groot, donkergoen en hebben een lichter gekleurde beadering die parallel loopt aan het blad. De plant dankt zijn naam aan de gelijkenis van de bladeren met die van de kaneelboom.
De bloeiwijze verschijnt in trossen van twintig tot dertig bloemen. Deze hebben een lijmgroene bloemkroon en een helderrode binnenkroon. De kroon van elke bloem buigt licht naar achteren. Op de bloemen wordt een suikerachtige nectar geproduceerd. De bloemen met een doorsnede van 2 centimeter zijn kortlevend.